# Claude Guichard (mathématicien)
Pour les articles homonymes, voir Claude Guichard et Guichard.
Claude Guichard, né le 28 décembre 1861 à Azé (Saône-et-Loire) et mort le 6 mai 1924 à Paris  est un mathématicien français.

## Biographie
Né dans une famille de vignerons, Claude Guichard est d'abord élève à l'école communale d'Azé, puis en 1874 inscrit en 2e année de la section d'enseignement spécial au lycée Lamartine de Mâcon. En 1877, il se présente à la première partie du baccalauréat. Il part à Paris en 1878 où il est boursier au collège Sainte-Barbe dans la classe de vétérans de mathématiques élémentaires, qui comprend également des cours au lycée Louis-le-Grand et est à la fin de l'année lauréat du concours général de mathématiques élémentaires. L'année 1879-1880, il suit la classe de mathématiques spéciales toujours au collège Sainte-Barbe. Il fait ensuite de 1880 à 1883 des études supérieures scientifiques à l'École normale supérieure, où il suit les conférences de Gaston Darboux, Jules Tannery et Charles Hermite, et à la faculté des sciences de Paris où il suit cours de calcul différentiel et intégral de Jean-Claude Bouquet et ceux de mécanique rationnelle de Félix Tisserand. Il y obtient les licences ès sciences mathématiques et physiques en 1882, puis à seulement 21 ans le doctorat ès sciences mathématiques en 1883 avec une thèse principale sur les points singuliers des fonctions analytiques. Lauréat du concours d'agrégation de mathématiques cette même année, il est délégué à l'École normale de Cluny.
En janvier 1884, âgé d'à peine 23 ans, il est nommé maitre de conférences à la faculté des sciences de Nancy, puis en mars 1886 à celle de Rennes. En juillet 1888, il est chargé d'un cours d'astronomie à la faculté des sciences de Clermont-Ferrand, puis d'un cours de mécanique rationnelle et appliquée (juillet 1890) et nommé professeur titulaire de la chaire de mécanique rationnelle à l'âge légal minimal de 30 ans le 29 mars 1892. En 1910, âgé de 48 ans, il est appelé à suppléer Paul Painlevé, élu député, pour le cours de mathématiques générales à la Faculté des sciences de l'université de Paris. Il échange cependant ses enseignements avec Élie Cartan de 1910 à 1912. Chargé du cours de mécanique rationnelle le 10 novembre 1912, il est nommé titulaire de la chaire de mathématiques générales le 1er janvier 1913 (Painlevé ayant obtenu la chaire de mécanique rationnelle), puis de la chaire de géométrie supérieure le 6 juin 1918, qu'il conserve jusqu'à sa mort en 1924.
Claude Guichard a été élu correspondant de l'Académie des sciences en 1904, membre associé de l'Académie royale de Belgique en 1920 et nommé chevalier de la Légion d'honneur en 1921. Il est membre, puis président de la commission d'examen à l'école spéciale militaire de Saint-Cyr de 1907 à 1923.

## Distinctions
- Chevalier de la Légion d'honneur (1921).